# Centa San Nicolò
Centa San Nicolò (deutsch veraltet Zenten) ist eine Fraktion der italienischen Gemeinde (comune) Altopiano della Vigolana in der Provinz Trient, Region Trentino-Südtirol. Centa San Nicolò war bis 2015 eine eigenständige Gemeinde.

## Lage
Der Ort liegt etwa 14 Kilometer südöstlich von Trient auf einer Höhe von 830 m s.l.m.

## Geschichte
Am 1. Januar 2016 schloss sich Centa San Nicolò mit den Gemeinden Bosentino, Vattaro und Vigolo Vattaro zur neuen Gemeinde Altopiano della Vigolana zusammen. Die Gemeinde Centa San Nicolò hatte am 31. Dezember 2015 624 Einwohner auf einer Fläche von 11,27 km². Zu ihr gehörten die Fraktionen Campergheri, Frisanchi, Valle; Schiri, Lambri, Martinelli, Uezi, Cioli, Conzi, Doss, Fontani, Gremesi, Maccani, Menegoi, Pacheri, Paldaofi, Rauteri, Sadleri, Stauderi, Tiecheri, Tonezzeri und Wolfi. Nachbargemeinden waren Besenello, Calceranica al Lago, Caldonazzo, Folgaria und Vattaro.

## Verkehr
Durch das ehemalige Gemeindegebiet verläuft die Strada Statale 349 di Val d’Assa e Pedemontana Costo von Trient nach Costabissara.